# Templabilidad

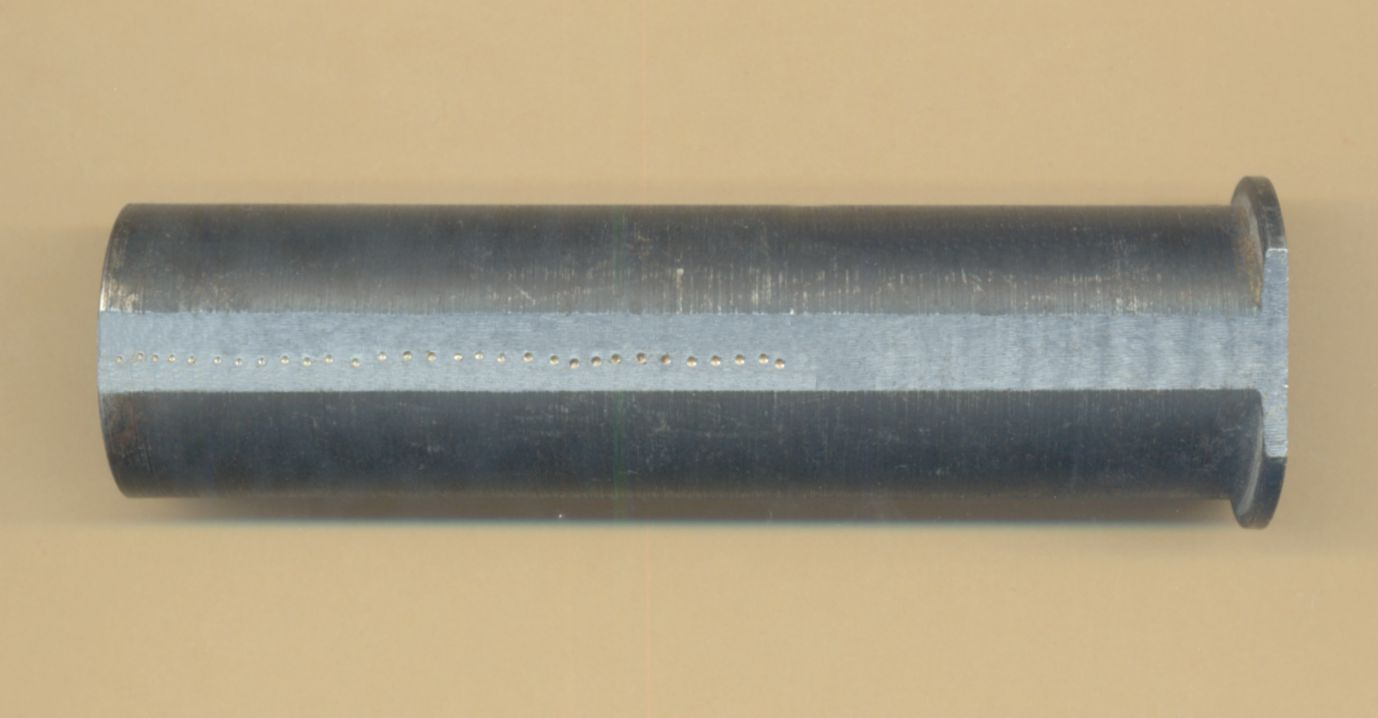
Muestra después del ensayo de templabilidad del acero mediante el ensayo Jominy. Impresiones visibles después de la prueba de dureza Rockwell

La templabilidad es la propiedad que determina la profundidad y distribución de la dureza inducida mediante el templado a partir de la condición austenitica.
Un acero aleado de alta templabilidad es aquel que endurece, o forma martensita, no sólo en la superficie sino también en su interior. Por tanto, la templabilidad es una medida de la profundidad a la cual una aleación específica puede endurecerse.
Hasta el momento se han discutido aspectos relativos al comportamiento del acero durante las diversas formas de transformación posibles en los mismos. Tanto los diagramas isotérmicos como los diagramas de enfriamiento continuo dan  información valiosa al respecto de este comportamiento. Ellos indican, por ejemplo, que un acero  puede ser enfriado más lentamente para obtener martensita cuando tiene elementos de aleación en su composición. Entretanto se debe considerar cual es realmente la información proporcionada por estos diagramas para efecto práctico en un tratamiento térmico. Se sabe que una pieza de acero enfriada en un medio cualquiera tendrá una velocidad de enfriamiento que depende de varios factores y una vez que estos son determinados, se debe buscar alguna manera de comparar y predecir lo que irá a suceder cuando se realice tal enfriamiento. Para esto es necesario que primeramente se entienda lo que es la templabilidad.